# Nissan Primera P12
Nissan Primera P12 er den tredje og sidste modelgeneration af den store mellemklassebil, som den japanske bilfabrikant Nissan Motor i Europa markedsførte under betegnelsen Nissan Primera. Modellen blev introduceret på det japanske hjemmemarked i februar 2001 og i Europa i marts 2002, og adskiller sig fra sine konkurrenter gennem sit modige design og innovative betjeningskoncept.
På trods af dette forblev salgstallene i forhold til den succesfulde forgænger P11 væsentligt under forventningerne, hvorfor produktionen i foråret 2007 blev indstillet uden efterfølger.

## Karrosseri og design
Primera P12 findes som firedørs sedan samt femdørs combi coupé (fra juni 2002) og femdørs stationcar. Sidstnævnte blev ligesom forgængeren solgt med tilnavnet Traveller.
Karrosseriet var en komplet nyudvikling. Designet er baseret på prototypen Fusion fra år 2000. Herved blev der under ledelse af den schweiziske designer Stéphane Schwarz under sloganet Monosilhouette forsøgt at afløse en sedans ellers typiske design med lav for- og bagende og derved højere opbygget passagerkabine med flydende overgange.
Den serieproducerede model orienterer sig stærkt mod denne prototype. Designet blev overført til femdørsmodellen samt stationcaren, som har en forholdsvist fladt stående og stærkt opadhældende bagrude. Betydelige forskelle i forhold til prototypen findes på fronten og i kabinen.
- Bagfra
- Nissan Primera combi coupé
- Nissan Primera Traveller

## Betjeningskoncept
Et yderligere særligt træk ved P12 er det standardmonterede betjeningskoncept N-FORM (oprindeligt Easy Control System), som samler betjeningen af bilradio og klimaanlæg i et centralt placeret betjeningsfelt med farvebilledskærm og et joystickagtigt kontrolhåndtag. De to højeste udstyrsniveauer har desuden et bakkamera over den bageste nummerplade, som ved indrykket bakgear viser et billede af området bag bilen på billedskærmen i midterkonsollen. Dette bakkamera tjente ved introduktionen som et væsentligt salgsargument.

## Motorer
Ved introduktionen kunne Primera P12 leveres med tre benzin- og én dieselmotor med effekt fra 109 til 140 hk. Den i starten eneste tilgængelige dieselmotor 2.2 di med 126 hk blev allerede i foråret 2003 afløst af to forskellige commonrail-motorer fra Renault og Nissan. Disse motorer opfylder dog kun Euro 3-normen og blev på grund af ringe efterspørgsel taget af programmet i foråret 2006, da fabrikanten mente at det ville blive for dyrt at udstyre motorerne med det til opfyldelse af Euro 4-normen nødvendige partikelfilter.
1,6- og 1,8-liters benzinmotorerne har som standardudstyr femtrins manuel gearkasse, mens 2,0-liters benzinmotoren og dieselmotorerne har seks gear. 1,8-litersmotoren kunne som ekstraudstyr leveres med firetrins automatgear og 2,0-litersmotoren med trinløst CVT-gear.
Dieselmodellerne blev i oktober 2005 tilbagekaldt som følge af fejlbehæftede motorstyreenheder og ladetrykssensorer.
Benzinmotorerne er af fabrikanten godkendt til brug med E10-brændstof.

### Tekniske data
|                                                | 1.6                   | 1.8                                             | 2.0                             | 1.9 dCi                   | 2.2 di                    | 2.2 dCi                   |
| Byggeår                                        | 3/2002−3/2007         | 3/2002−3/2007                                   | 3/2002−3/2007                   | 3/2003−4/2006             | 3/2002−2/2003             | 3/2003−4/2006             |
| Motordata                                      |                       |                                                 |                                 |                           |                           |                           |
| Motorkode                                      | QG16DE                | QG18DE                                          | QR20DE                          | F9Q                       | YD22DDTi                  | YD22DTi                   |
| Motortype                                      | R4-benzinmotor        | R4-benzinmotor                                  | R4-benzinmotor                  | R4-dieselmotor            | R4-dieselmotor            | R4-dieselmotor            |
| Antal ventiler pr. cylinder                    | 4                     | 4                                               | 4                               | 2                         | 4                         | 4                         |
| Ventilstyring                                  | DOHC, kæde            | DOHC, kæde                                      | DOHC, kæde                      | OHC, tandrem              | DOHC, kæde                | DOHC, kæde                |
| Fødesystem                                     | Multipoint            | Multipoint                                      | Multipoint                      | Commonrail                | Direkte                   | Commonrail                |
| Trykladning                                    | –                     | –                                               | –                               | Turbolader, ladeluftkøler | Turbolader, ladeluftkøler | Turbolader, ladeluftkøler |
| Køling                                         | Vandkøling            | Vandkøling                                      | Vandkøling                      | Vandkøling                | Vandkøling                | Vandkøling                |
| Boring × slaglængde                            | 76,0 × 88,0 mm        | 80,0 × 88,0 mm                                  | 89,0 × 80,3 mm                  | 80,0 × 93,0 mm            | 86,0 × 94,0 mm            | 86,0 × 94,0 mm            |
| Slagvolume                                     | 1597 cm³              | 1769 cm³                                        | 1998 cm³                        | 1870 cm³                  | 2184 cm³                  | 2184 cm³                  |
| Maks. effekt ved omdr./min.                    | 80 kW (109 hk) 6000   | 85 kW (115 hk) 5600                             | 103 kW (140 hk) 6000            | 88 kW (120 hk) 4000       | 93 kW (126 hk) 4000       | 102 kW (139 hk) 4000      |
| Maks. drejningsmoment ved omdr./min.           | 144 Nm 4000           | 163 Nm 4000                                     | 192 Nm 4000                     | 270 Nm 2000               | 280 Nm 2000               | 314 Nm 2000               |
| Udstødningsnorm                                | Euro 4                | Euro 4                                          | Euro 4                          | Euro 3                    | Euro 3                    | Euro 3                    |
| Kraftoverførsel                                |                       |                                                 |                                 |                           |                           |                           |
| Drivende hjul                                  | Forhjul               | Forhjul                                         | Forhjul                         | Forhjul                   | Forhjul                   | Forhjul                   |
| Gearkasse (standardudstyr)                     | 5-trins manuel        | 5-trins manuel                                  | 6-trins manuel                  | 6-trins manuel            | 6-trins manuel            | 6-trins manuel            |
| Gearkasse (ekstraudstyr)                       | –                     | 4-trins automatisk                              | Trinløs CVT                     | –                         | –                         | –                         |
| Præstationer                                   |                       |                                                 |                                 |                           |                           |                           |
| Topfart                                        | 185 km/t              | 194 km/t (182 km/t)                             | 205 km/t (191 km/t)             | 195 km/t                  | 198 km/t                  | 203 km/t                  |
| Acceleration 0-100 km/t                        | 12,6 sek. [12,9 sek.] | 11,9 sek. [12,3 sek.] (13,6 sek.) [(13,9 sek.)] | 9,6 sek. [9,9 sek.] (10,9 sek.) | 10,8 sek.                 | 10,9 sek. [11,2 sek.]     | 10,2 sek.                 |
| Brændstofforbrug pr. 100 km ved blandet kørsel | 7,2 liter Blyfri 95   | 7,4 liter (8,0 liter) Blyfri 95                 | 8,7 liter (8,8 liter) Blyfri 95 | 5,7 liter Diesel          | 5,9 liter Diesel          | 6,1 liter Diesel          |

1. ↑  Afvigende værdier i runde parenteser gælder for versioner med automatgear hhv. CVT-gear, og i kantede parenteser for stationcar

## Sikkerhed
Modellen blev i 2002 kollisionstestet af Euro NCAP med et resultat på fire stjerner ud af fem mulige.
Det svenske forsikringsselskab Folksam vurderer flere forskellige bilmodeller ud fra oplysninger fra virkelige ulykker, hvorved risikoen for død eller invaliditet i tilfælde af en ulykke måles. I rapporterne Hur säker är bilen? er/var Primera i årgangene 2002 til 2008 klassificeret som følger:
- 2017: Som middelbilen[10]
- 2019: Som middelbilen[11]

## Udstyrsvarianter
P12 findes i tre forskellige udstyrsvarianter. Det forholdsvist omfattende basisudstyr visia omfatter blandt andet fire elruder og seks airbags. acenta-modellen har yderligere komfortfunktioner såsom fartpilot og regnsensor, mens topmodellen tekna desuden har xenonforlygter, navigationssystem og en radio med flere funktioner.
Udover disse tre hovedmodeller fandtes der i perioder specialmodellerne visia-plus og acenta-plus med ekstraudstyr.
Fra midten af 2002 kunne Primera som ekstraudstyr leveres med en laserstyret afstandsregulerende fartpilot, dog kun tekna-modellen med 2,0-litersmotor og CVT-gear.

## Kritik
P12 vækkede hovedsageligt opmærksomhed på grund af sit design og fik i 2002 designprisen red dot award. Også fagpressen betegnede designet som "modigt". Også betjeningskonceptet N-Form fik positiv kritik og blev ifølge pressen betegnet som "enkelt" at betjene og "bedre end BMW's iDrive".
Derimod fik karrosseriet med det forholdsvist dårlige udsyn samt præstationerne negativ kritik. Kritikken drejede sig om brystsvage og ikke ret sparsomme motorer og en uharmonisk affjedring. Samlet set "gemte der sig bag det skønne design ... kun en gennemsnitlig bil".

## Manglende efterspørgsel
Som en reaktion på de uventet lave salgstal blev P12 i juli 2004, altså kun to år efter sin oprindelige introduktion, modificeret med blandt andet nyt udstyr og kabine. Derved blev bakkameraets billeder farvede i stedet for sort/hvide og der kom nye instrumenter og nyt indtræk. Yderligere nyheder var et forskydeligt armlæn mellem forsæderne med plads til et integreret telefonsystem og op til otte cd'er samt et nydesignet rat. Desuden blev undervognen 18 % strammere. Motorprogrammet og størstedelen af det udvendige design forblev uændret.
Heller ikke disse tiltag frembragte den ønskede succes, hvorfor produktionen af P12-serien blev helt indstillet i foråret 2007. Siden da har Nissan ikke haft nogen konventionel mellemklassebil i deres europæiske modelprogram. Der er ikke planlagt nogen efterfølger.